# پیدیکوله
پیدیکوله (به ایتالیایی: Piedicolle) یک منطقهٔ مسکونی در ایتالیا است که در کولاتزون واقع شده‌است. پیدیکوله ۱۱۵ نفر جمعیت دارد و ۳۲۴ متر بالاتر از سطح دریا واقع شده‌است.